# Флот Чосон
Флот Чосон (кор. 조선수군) — военно-морской флот корейской династии Чосон, существовавший в позднее средневековье. Первоначально предназначенный для защиты торговых судов и прибрежных городов от набегов японских пиратов, флот Чосон наиболее известен тем, что нанёс поражение японским военно-морским силам во время Имдинской войны, ему часто приписывают остановку японской кампании вторжения и спасение династии от завоеваний.

## История
Во времена правления династии Чосон военно-морской флот как таковой был упразднён, соответственно морские военные операции не проводились, в то время как рыболовные суда продолжали работать, а рыбная ловля приносила немалый доход. Из-за относительного мира во время царствования династии Чосон подготовке всех вооруженных сил не уделялось положенного внимания. Таким образом, из-за политики корейских королей, которая делала упор на конфуцианские идеалы и сельское хозяйство, корейский флот вместе с остальной корейской армией неуклонно ослабевал.
Однако в 1419 году ван Седжонг поручил одному из своих генералов Ли Чонму совершить набег на японцев на острове Цусима во время Восточной экспедиции Гихэ в ответ на набеги японских пиратов на корейские прибрежные города. Чонму снарядил 227 корейских кораблей и около 17 тыс. солдат, высадился, атаковал и разграбил поселения японских пиратов на острове Цусима. Клан Со, стоявший у власти на Цусиме, потребовал переговоров. В ходе последовавших за этим дипломатических обменов Корея разрешила клану Со продолжать торговлю с корейскими прибрежными гаванями при условии, что набеги японских пиратов будет прекращены.
В конце концов Корея разработала прочные деревянные корабли, названные пханоксонами, которые и составили основу военно-морского флота Чосон. В XV веке по указу короля Седжона были также разработаны и испытаны более мощные чем раньше пушки. Используемые на главных, наиболее тяжёлых судах, орудия хорошо зарекомендовали себя во время действий против японских пиратских кораблей. Пханоксоны и корейский флот широко использовались во время японского вторжения в Корею (1592—1598), особенно под руководством адмирала Ли Сунсина. Адмирал Ли также разработал так называемый «корабль-черепаху» (кобуксон) на основе уже проверенной конструкции. Кобуксоны были первыми в мире бронированными военными кораблями.
К концу XIX века флот Чосон не имел значительных военно-морских сил, кроме крепостей береговой обороны. Хотя была попытка модернизировать флот путём создания Королевской военно-морской школы, флот Чосон прекратил своё существование в 1895 году. В 1903 году правительство Корейской империи приобрело свой первый современный военный корабль «Янму». Корейские военно-морские традиции были нарушены после аннексии Кореи Японской империей в 1910 году и последующей оккупацией вплоть до 1945 года.

## Состав флота
Помимо кобуксонов и пханоксонов, флот Чосон использовал и другие типы кораблей:
- Хеопсон (кор. 협선) — использовался в основном для разведки.
- Бигеодо (кор. 비거 도) — небольшой быстрый корабль. Перестал использоваться после Имдинской войны.
- Геомсон (кор. 검선) — произошел от гвасона эпохи Корё (과선; 戈 船). На крыше закреплялись железные шипы, как у корабля-черепахи, но геомсон был меньше и обычно вмещал только лишь около 15 человек.
- Также использовались рыбацкие лодки для разведки, а иногда даже и в боях.

## В популярной культуре
- «Битва за Мён Рян» — южнокорейская кинокартина 2014 года, описывающая ряд эпизодов Имдинской войны.